# Styrax officinale
Styrax officinale es una planta de la familia Styracaceae conocida popularmente como estoraque que tiene las mismas características y propiedades que Styrax benzoin.

## Descripción
Es un árbol que alcanza los 10 metros de altura, sus hojas son ovales, enteras y cubiertas de pelusa blanquecina. Las flores, de color blanco, se encuentran agrupadas. Su fruto es ovoide de 1 cm de diámetro que contiene una semilla. Se denomina popularmente estoraque.

## Propiedades
- Al hacer incisiones en el tronco exuda un líquido resinoso que al secarse se comercializa como incienso aromático llamado estoraque.
- Por vía interna es expectorante, desinfectante y antiséptico.
- Se utiliza para tratar eccemas, forúnculos y sabañones.
- Se añade a la pasta dentífrica para tratar afecciones bucales.

## Clases
Hay tres tipos de estoraque preparado:
- Estoraque puro

Es la corteza y la resina del benjuí.
- Estoraque ceremonial

La resina del benjuí con trozos de corteza, mezclado con sangre de diversos tipos de insectos como la cochinilla, escarabajo rey, abeja u hormiga. 
Al disolverse en agua y aceite, se puede utilizar para teñir tejidos o para pintar sobre piedra. 
Los aztecas lo utilizaban para pintar el cuerpo de los guerreros antes de las batallas. También, con estoraque ceremonial se teñían las ropas de las mujeres aztecas que habían sido prometidas en matrimonio a un miembro de la clase de los Pipiltin.
- Estoraque real

Es la resina del benjuí mezclada con varias especies de flores trituradas. Se utiliza para la industria cosmética o para teñir tejidos, también es usado como incienso.

## Taxonomía
Styrax officinale fue descrita por Linneo y publicado en Species Plantarum 1: 444, en el año 1753.
Etimología
Styrax: nombre genérico que deriva del nombre griego clásico utilizado por Teofrasto derivado de un nombre semítico para estas plantas productoras de resina de la que se recopila el estoraque.
officinale: epíteto latíno que significa "de venta en herbarios"

## Nombres comunes
- almea común, azumbar común, calamita, estoraque común.[4]